# Magyar–török háború (1366–67)
A magyar–török háború (1366–67) az Oszmán Birodalom és a Magyar Királyság első bizonytalan kimenetelű összecsapása volt a Balkánon, bolgár területen, Padova, Savoya, a Pápai állam, Franciaország, Velence, a Bizánci Birodalom és a Leszboszon uralkodó I. Ferenc szövetségében. A történészek szerint elsőként I. Lajos király hada ütközött meg a törökökkel, így ő tekinthető az első európai uralkodónak, aki összemérte erejét a kialakuló birodalommal. Az összecsapás körülményei és eredménye ellenben a mai napig is homályosak. Bár a feltételezett győzelem sem volt annyira komoly, mivel Lajos nem fordított különösebb figyelmet a török terjeszkedésre, nyilvánvalóan azért – amit egyre több jel mutat –, mert csak kisebb erőkkel harcolt, ami miatt úgy vélekedett, az oszmánok nem jelentenek különösebb veszélyt.
A törököket Iván Sisman bolgár despota is támogatta, akire a magyaroknak szintén sikerült vereséget mérni.

## Előzmények
A Bizánci Birodalomnak jócskán meggyűlt a baja az iszlám vallású keleti népekkel, az új hit 7. századi felbukkanása óta. A 13. század végén egy új veszedelmes ellensége támad a keleti keresztény birodalomnak, ami szintén az iszlám vallást veszi fel és kemény harcok során beveszi Konstantinápolyt. A szeldzsukokat szolgáló Oszmán nevű ifjú bég megdönti szeldzsuk uralmat Kis-Ázsiában és Bursa székhellyel egy emírséget alapít. Ettől kezdve a kis-ázsiai törököket oszmán-törökök-nek kezdik nevezni. Oszmán fia Orhán folytatta a háborúkat és egyre több területet foglalt el Bizánctól, amely a 14. században már mindinkább szétesett.
Ráadásul a birodalomban belviszályok törtek ki és a korábbi régens, Kantakuzénosz János (későbbi VI. János császár) török segítséget kért a trón megszerzésére, ami nagy hiba volt. 1345-ben török csapatok lépték át a Dardanellákat. és1354-ben megszerezték Gallipolit. Hamarosan az egész Dardanellák az ellenőrzésük alá került, közvetlenül fenyegetve Konstantinápolyt.

A következő években a törökök beavatkoztak a délszláv államok közti háborúkba és más belviszályokba is. 1362-től kezdődik el az Oszmán Birodalom európai orientáltságú hódítási célja, amikor I. Murád elfoglalja Thrákiát és birodalma fővárosává teszi az ottani Drinápolyt. Mindez világosan mutatta, hogy a török Európa meghódítására törekszik, amelyhez ideológiai hátteret a kereszténység elleni harc biztosít.

A birodalom valódi célja az volt, hogy a hódításokkal és rablásokkal tartsa fenn magát. A török sereg elit lovasságának számító szpáhikat ugyanis hűségükért földbirtokkal honorálta az uralkodó. Minél nagyobb érdemei voltak a szpáhinak, annál nagyobb birtokot kapott az uralkodótól, azaz a szultántól, ezért rendkívül törtető katonákká váltak. A törököknek fanatizmus mellett szokatlan harcmodoruk is lehetővé tette az előretörést a Balkánon és az 1360-as években sorozatos támadásokkal sújtották a szomszédos szerb, bolgár, görög és macedón területeket.
Szerbiát és Bulgáriát Magyarország saját érdekszférája részeként tekintette, amit a balkáni népek annál is inkább nem akartak elfogadni, mert Lajos buzgó keresztényként el akarta terjeszteni a római katolikus vallást, amit az Avignonban élő pápa is támogatott. Először a boszniai bogumilok ellen vezetett hadjáratokat, majd már az ortodoxot is át akarta téríteni, s ez mélyen sértette a konstantinápolyi központú pátriárkát is. De Bizánc nem volt abban a helyzetben, hogy Magyarországgal összeütközést vállaljon. Az Attikai-félsziget elfoglalása után már egyre jobban szorult a hurok Konstantinápoly körül.

Lajos király balkáni hadjáratai miatt nőtt a szerbekben és a bolgárokban a török felé való közeledés. Bulgáriában időközben polgárháború robbant ki a trónért Iván Sisman és féltestvére Iván Szracimir között. Apjuk második, egyébként szerelmi házasságából feleségétől született Iván Sisman örökölte a trónt, míg Iván Szracimir, aki a  havasalföldi vajda lányának a fia volt, Vidint kapta volna. Iván Szracimir ebbe nem ment bele, mire Iván Sisman I. Murádnak tett hűséget.
János császár 1365 telén Budán járt Lajosnál. Előzőleg megfordult a Pápai Államban, valamint olasz és francia udvarokban is, de V. Orbán azt javasolta, hogy inkább keresse fel a magyar királyt, ő ugyanis Bizánchoz a legközelebbi erős nagyhatalom. János szerencsével járt, mert a király biztosította a török-elleni segítségről ha felveszi a katolikus vallást. A császár biztosíték gyanánt a fiát, Mánuelt túszul hagyta Magyarországon. Krakkóban Lajos III. Kázmér lengyel királlyal, Dánia uralkodójával IV. Valdemárral és a cseh királlyal is tárgyalt egy törökellenes hadjáratról 1364-ben. Lajos 1365 júniusában Rómába küldte Szigeti István nyitrai püspököt, valamint Georgiosz Maginkairesz konstantinápolyi lovagot, hogy a pápa hozzájárulását kérje a törökök ellen indítandó hadjárathoz, amit keresztes háborúnak szánt, amit az egyházfőnek kell meghirdetnie. A pápa vonakodott, mert nem szívesen vállalt szövetséget az ortodox uralkodóval, noha a dolgot úgy próbálták beállítani Lajos követei, hogy a keleti keresztényeket az „eretnek hitről,” az igaz hitre lehet vezetni. Hangsúlyozták továbbá, hogy a törökök muzulmánok, a kereszténység ősellenségei, de a pápa nem bízta el magát és alaposabb, s körültekintőbb eljárást javasolt ez ügyben. Erre egy évet ajánlott és csak akkor induljon hadba a törökök ellen, ha János és fiai valóban megtértek. Ugyanakkor javallotta, hogy ne álljon személyesen a hadjárat élére, mert a szerbeket, románokat és bolgárokat már sikerült teljesen maga ellen hangolnia, s ha a Balkán földjére lép, minden bizonnyal azonnal összefognak ellene. Viszont váratlan fejlemények következtek be. A hazafelé tartó János császárt Iván Sisman cár fogságba ejtette.

Az esetről értesülvén Lajos önálló cselekvésre szánta el magát és hadjáratra készült. Üzenetet küldött Savoyába, VI. Amadénak, aki János unokatestvére volt, hogy hajózzon ki Bulgáriába és szabadítsák ki a császárt. A herceg ráállt a hadjárat tervére és Gallipolit készült visszafoglalni. Amadé pontosan tudta, hogy ezzel elvághatnák egymástól Anatóliát az európai török területektől és akkor Drinápoly elszigetelődik. A valóságban azonban nem török-ellenes hadjárat volt a célja Lajosnak, hanem Bulgária meghódítása, amelyre már 1358 óta tudatosan készült. Amikor Bulgária 1365-ben ténylegesen is kettészakadt, a magyar seregek néhány hétre elfoglalták Iván Szracimir országrészét, amit Bodonyi bánság néven Magyarországhoz csatolt a király. A sikert V. Orbán pápa is örömmel fogadta, s Lajos hadjáratát a „félhitűek és eretnekségben tévelygők” elleni szent háborúként értékelte. A császárt viszont nem szabadították ki és Amádé sem vett részt a hadjáratban. Nizzában és Provenceban épp készült a hajók a vízre szállásra, de erre nem került sor, mert Johanna királynő, Lajos ellensége ez megakadályozta, mivel a velenceiek úgy informálták, hogy ellene készülnek.
Vannak akik[pontosabban?] abban látják Lajos térítő hadjáratait, hogyha az egész Balkánt katolikus térítette volna, akkor mindenféle különbség nélkül, egységesen léphettek volna fel a török kiűzésére. Ezekkel a háborúkkal viszont Magyarország ellen fordította a déli államokat és a román vajdákat, ezért történt meg az, hogy később nem őt, hanem törököket fogják a szlávok támogatni ő ellene.

## Hadjárat a török ellen
Lajos még egy üzenetet küldött a pápának Avignonba, hogy rábírja a keresztes-hadjárat meghirdetésére. A pápa és bíborosok János elfogásáról értesülve már nem kelletlenkedtek és támogatták a hadjárat tervét. 1366 júniusában Amádé kihajózott Velencéből, s vállalkozásához most már a köztársaság is csatlakozott. A keresztesek soraiban olaszok mellett francia és provanszál lovagok is voltak. János császárnak elküldték azt az aláírandó okmányt, amelyben kijelenti, hogy megtér, ezenkívül Orbán leveleket intézett az esztergomi, a kalocsai, a zárai, a spalatói és raguzai érsekeknek és a fennhatóságuk alá tartozó püspököknek, hogy hirdessék ki a keresztes-hadjáratot. A pápa külön felkereste levélben a nádort, Kont Miklóst, Lackfi Dénest és testvéreit, Szécsi Miklóst, valamint több főpapot, hogy biztassa őket a törökök elleni küzdelemre.
Lajos benyomult Bulgáriába. Adatok hiányában nem tudni pontosan mikor és hogyan ütközött meg a törökökkel. Feltehetően Nikápoly alatt került sor az első összecsapásra, amelyet ma is Európa és az Oszmán Birodalom találkozásának tekintenek. A csata végkimenetele viszont kétséges. A török krónikák szerint az oszmánok győztek, míg az európai források magyar győzelemről beszélnek. Egyesek ebben látják, hogy Lajos Mariazellben templomot emelt a győzelem emlékére. A Liptai Ervin szerkesztette Magyarország hadtörténete c. kötet szerint a magyar győzelmet igazolja, hogy a bodonyi bánság fennmaradt.

Augusztusban Amádé partra szállt Gallipolinál és elfoglalta a várost. Itt találkozott a konstantinápolyi pátriárkával, aki jelentette, hogy Iván Sisman továbbra sem hajlandó szabadon engedni Jánost. Amádé Lajos után is tudakozódott, de hírét se hallották a magyar seregnek. Ennek ellenére Amádé folytatta a harcot. A keresztesek elfoglalták Várnát és onnan a városi polgárokból a herceg követséget indított Iván Sismanhoz, hogy engedje szabadon a császárt. A cár csak annak fejében volt hajlandó erre, ha a herceg beszünteti a háborút. Amádé ráállt a kérésre, mire Iván Sisman elengedte Jánost.
Ebben a hadjáratban a magyarok nem egyesültek a keresztesekkel. Viszont Lajos szeptember 30. és 1367. március 5. között tárgyalt a velenceiekkel két gályáról, amivel ismét török elleni háborúra készült. 1366. december 6-án Marco Cornaro dózse követei Vértesben található palotájában jártak és szintén tárgyaltak a lehetséges magyar-velencei oszmán-ellenes szövetségről. A bosnyák király I. Tvrtko pedig elismerte urának Lajost, akinek 1363-ban még sikerrel ellenállt, de a török támadások miatt védelmet kellett keresnie.

1367-ben újabb hadjáratra indult Lajos Bulgáriába, valószínűleg ekkor is harcolt a törökökkel. Francesco Carrara, Pádua ura 300 gyalogost küldött Zenggből Lajoshoz, amelyek részt vettek ebben a háborúban. A törökök elleni hadakozás mellett valószínűleg Lajos továbbra is térítette erővel a balkáni szlávokat.

## További események
Lajos 1368 és 1369 között tovább hadakozott Bulgária ellen. A bodonyi bánságban folytatódott az erőszakos hittérítés, ami miatt fokozódott a bolgár lakosság lázongása. A bodonyi bánsággal Lajos megpróbálta sakkban tartani Havasalföldet, aminek fejedelme I. Ulászló Iván Szracimir bolgár cár sógora volt. Ulászlónak viszont megnőtt a befolyása a térségben, s amikor Lajos visszaadta hűbérként Iván Szracimirnak Bodonyt, és a Ulászlóra rábízta a szörényi bánságot, Iván Szracimir összefogott a havasalföldiekkel és lerázta a magyar uralmat. Ebben segítette őket Šišmar is.

Nyilvánvaló vált, hogy a bolgár és havasalföldi kérdés megoldásához már nincs elegendő fegyveres ereje Lajosnak, ez pedig ahhoz vezetett, hogy nőtt a török befolyás Havasalföldön. A magyarokkal szemben győztes bolgárok tulajdonképpen a legnagyobb vesztesei ezen háborúknak, mert váraikat és földjeiket fokozatosan megszállták a törökök és a 15. századra már a birodalom törzsterületét képezte az ország, emiatt ő rázta le legkésőbb az oszmán uralmat.
Lajos 1374-ben újabb török háborúra szánta rá magát, amire két dolog sarkallta. Az egyik, hogy a törökök tovább terjeszkedtek Bulgáriában, a másik az 1372-ben Velencével kitört háború volt. A velenceiek ugyanis segítségül hívták a törököket és Trevisónál legyőzték a magyarokat. Lajos hadjárata a havasalföldiek árulása miatt kudarcra lett ítélve. 1377-ben viszont már győzelmet aratott a törökökön és bolgár szövetségesükön, viszont ezzel sem sikerült döntést kicsikarni.

Az Oszmán Birodalom az évek múlásával csak erősödött és egyre több területre tette rá a kezét a Balkánon. Lajos sikereit látva a szerb, havasalföldi, bosnyák és albán uralkodók magyar hozzájárulás nélkül megpróbálják maguk feltartóztatni a török terjeszkedést, de ezek az államok viszont nemcsak Magyarországgal, hanem még egymással is szöges ellentétben állnak, ezért képtelenek hatékony koalíciót szervezni. Mindennek eredménye 1389-ben az lett, hogy döntő győzelmet arattak a szerbek és szövetségeseik felett Rigómezőnél Murád seregei és ez megpecsételte a Balkán sorsát, ami 1912-ig nem szabadult a török uralom alól. A török előretörés tulajdonítható Magyarország azon hibájának, hogy erőltette a katolikus hit térítését és ezzel maga ellen fordította a szlávokat, akik ezért a törökök oldalára álltak. Jellemzően az elfoglalt Boszniában szultáni rendelet védte az ottani keresztényeket. Azonban a szlávok is hatalmasat hibáztak, amikor a törököket támogatták a magyarok ellen, mert az évszázadokig tartó török uralom során teljesen tönkrement a Balkán a sorozatos háborúk, a rablógazdálkodás, s a gyermekadó miatt, amelyből a törökök janicsár egységeiket képezték ki.

## Az első török háború mérlege
Magyarország és az Oszmán Birodalom első összecsapása elsősorban Lajos magatartása szempontjából vegyes megítéléseket alkot ma is. A 20. század első feléig az volt a megállapítása a magyar történelemnek, hogy Lajos igen is és komolyan készült a török elleni harcra. Szilágyi Sándor szerint annak ellenére, hogy visszavonult Bulgáriából a Nikápoly alatt elért állítólagos győzelem nyomán folytatni akarta a török kiűzésének tervét, mert a velenceiektől hónapokig próbált hajókat kölcsönözni és állandóan konzultált a pápával.
1945 és 1990 között állandóan támadták Lajos királyt a történészek, többek között Szakály Ferenc is, mert szerintük valójában nem reagált gyorsan és nem roppantotta egyből össze az Oszmán Birodalmat. Különösen felróják a balkáni ortodox elleni erőszakos hittérítéseket, amivel hozzájárult, hogy a szlávok a magyarok ellen hangolódtak, s ezt még a török támadás ellenére sem hagyta abba. Ez viszont az jelentené, hogy Lajosnak előre látnia kellett volna a török veszélyt. Emiatt a történészek vádjai megalapozatlanok. Az egyik ellenérv, hogy Magyarországnak közvetlen szomszéda még sokáig nem lesz az Oszmán Birodalom. Bár egy-egy török csapat betört Magyarországra, ezek a támadások, némely túlzó adat ellenére sem voltak nagyméretűek. Magyarország érdekeit sértette, hogy a törökök elfoglalják a balkáni országokat, emiatt várható volt az összecsapás már 1345 óta, de Lajos idejében még egyáltalán nem vitt végbe olyan villámgyors előretöréseket a birodalom, mint mondjuk a 15. században.

Lajos fontosabbnak tekintette a magyar érdekszféra megszilárdítását a déli országokban, ezért nem látta annak szükségességét, hogy az ekkor még Magyarország felé agressziót alig-alig mutatót oszmánokkal foglalkozzék, legalábbis úgy nem, hogy megsemmisítse és kiszorítsa őket a térségből.
Források szerint Lajos hatvanezer katonát küldött Bulgáriába, az első török háború alkalmával, amelynek persze ma már nem adhatunk hitelt az új ismeretek birtokában. Ugyanakkor annak sem, hogy a törökök is hatalmas erőkkel törtek volna előre ekkor Európában. Murád 1389-es Szerbia elleni hadjáratakor a behatoló fősereg száma talán 15-20 ezer fő lehetett. Következésképp a Lajossal találkozó első török sereg – mely nem a török főhaderő volt –, talán csak egy-két ezer fő körüli létszámban állhatóan, hasonlóan az 1367. évi hadjáratkor sem találkozhatott jelentősebb török hadakkal a király. Az Oszmán Birodalom martalóc csapatok szerte küldött a Balkánon, amelyek források szerint messze, Oroszországig is előretörhettek. Ezeknek a célja csupán felderítése volt a jövőben meghódítandó országoknak, vagy pedig látványos akcióval próbálták megfélemlíteni az egyes területeket úgy, hogy azok behódoljanak nekik, amely Ázsiában számos népnek és országnak volt módszere már az ókor óta. Amennyiben Lajos valóban legyőzte ezeket a kisszámú hadtesteket, akkor nyilván azt tapasztalhatta, hogy nem kell számolni különösebb veszéllyel a törökök részéről. Akkor sem érzékelhetett túl nagy veszélyt, mikor Trevisónál csapatai ismét harcoltak a törökökkel, s néhány év múlva a martalócok már Erdélyt dúlták. Tudniillik a 14. század közepéig északkeletről a tatárok betöréseikkel nyugtalanították az országot, de nagyobb akciókat nem tettek, ezért Lajosnak nem volt oka az aggodalomra uralkodása alatt. Inkább csak a keresztény ideológia elvárásainak megfelelően hadakozott velük, elsődleges célja a balkáni magyar uralom megszilárdítása volt.

Lajosnak lehetősége nyílott rá, a lengyel korona 1370-ben történt megszerzésére után, hogy Lengyelország és Magyarország erejét összefogva szétzúzhassa a még mindig kibontakozó birodalmat, de az előbbi okok miatt, valamint az uralkodása vége felé jelentkező problémák nyomán nem történt mindez meg.
Mind ez, mind a trevisói összecsapás és az 1374.-77. évi második háború is csupán találkozó harca a két hatalomnak, így az erőviszonyok ekkor még nem világosak. 1396-tól válik valóságos nyílt harccá a két fél ellentéte, ekkor I. (Luxemburgi) Zsigmond felméri a veszély komolyságát, s hadjáratot indít a török kiűzésére. Az első nyílt összecsapás viszont az oszmánok sikerét hozza (nikápolyi csata). Bár Magyarország egy szemmel láthatóan nagy koalícióval száll síkra a törökökkel, mivel Zsigmond Európa legerősebb birodalmának a feje, de ez a koalíció még nem veszi eléggé komolyan a török főhaderő erejét, s nem egészen jól szervezett, ezért nem tudja legyőzni az ellenséget, de még mindig jobb mint a gyengén összetákolt szerb-bosnyák-albán-havasalföldi szövetség, amely Rigómezőnél képtelen volt helytállni. Magyar részről Mátyás király koráig még sokan elérhetetlen álmokat kergetnek a török kiűzésével kapcsolatban, ezért további nagy támadó hadjáratokat erőltetnek, de a törökök két döntő csatában is diadalmaskodnak, ami miatt egészen a 17. századig nem találnak legyőzőre az Óvilágban.